# الخان
ال خان یک منطقهٔ مسکونی در امارات متحده عربی است که در شارجه واقع شده‌است.

## خصوصیات
ال خان ۷ متر بالاتر از سطح دریا واقع شده‌است.